# Governatore di Anguilla
Il Governatore di Anguilla (in lingua inglese Governor of Anguilla) è il rappresentante della monarchia del Regno Unito per il Territorio Britannico d'Oltremare di Anguilla. Dal 18 gennaio 2021 è Dileeni Daniel-Selvaratnam.

## Elenco dei governatori
| Immagine | Nominativo                 | Durata della carica |
| -------- | -------------------------- | ------------------- |
|          | Charles Henry Godden       | 1982 – 1983         |
|          | Alastair Turner Baillie    | 1983 - 1987         |
|          | Geoffrey Owen Whittaker    | 1987 - 1989         |
|          | Brian George John Canty    | 1989 - 1992         |
|          | Alan William Shave         | 1992 - 1995         |
|          | Alan Hoole                 | 1995 - 1996         |
|          | Robert Harris              | 1996 - 2000         |
|          | Peter Johnstone            | 2000 - 2004         |
|          | Alan Huckle                | 2004 - 2006         |
|          | Andrew George              | 2006 - 2009         |
|          | Alistair Harrison          | 2009 - 2013         |
|          | Christina Scott            | 2013 - 2017         |
|          | Tim Foy                    | 2017 - 2020         |
|          | Dileeni Daniel-Selvaratnam | 2020 - in carica    |